# Adolf Bergman
Adolf Bergman (* 14. April 1879 in Broby; † 14. Mai 1926 in Stockholm) war ein schwedischer Tauzieher.

## Erfolge
Adolf Bergman war ein Polizist der Stockholmer Polizei Stockholmspolisens. Bei den Olympischen Spielen 1912 in Stockholm gehörte er zur schwedischen Mannschaft im Tauziehen. Bei dem Wettbewerb traten lediglich zwei Mannschaften an, nachdem sich von den ursprünglich fünf gemeldeten Mannschaften Österreich, Böhmen und Luxemburg vor dem Turnierbeginn zurückgezogen hatten. Die acht Schweden traten für die Stockholmspolisens an, aus der direkt im Anschluss der Spiele heraus der Stockholmspolisens IF gegründet wurde. Die britische Mannschaft bestand aus acht Vertretern der City of London Police. Mit 2:0 setzten sich die Schweden gegen die Briten durch, womit Bergman gemeinsam mit Arvid Andersson, Johan Edman, Erik Algot Fredriksson,  August Gustafsson, Carl Jonsson, Erik Larsson und Herbert Lindström als Olympiasieger die Goldmedaille erhielt.